# 土珠特区
土珠特區（越南语：／）是越南安江省下轄的一個特區，位于泰國灣中的土珠島。
原属坚江省富国市，2025年6月，坚江省并入安江省，富国市撤销並析分为土珠、富国两个與坊、社同级别的特区。